# 勃艮第公爵路易
勃艮第公爵法兰西的路易，后成为法兰西王太子（法語：Louis de France，1682年8月16日—1712年2月18日）是法兰西太子路易之长子。直到1711年他父亲去世、他正式成为法国太子之前，他被称为小太子（Petit Dauphin），以和他的父亲“大太子”相区别。他也是法国国王路易十五的父亲。

## 生平
勃艮地公爵生性暴躁，脾氣惡劣。但在太子師傅伯維利爾公爵和家庭教師費內隆的影響下，他成為一位正直而有教養的王子。他的朋友聖西蒙曾對他的美德讚譽有加。
1700到1703年之間，路易十四任命他為佛蘭得爾和德意志方面的法軍指揮官。這位年輕的公爵儘管勇敢，但不幸的是他沒有一個將軍應有的素質和判斷力。他在軍事上的無能及年少氣盛，對1708年的戰役產生了災難性的影響。這一年，路易十四錯誤地讓他與名將旺多姆公爵一起行動，結果這使實際領軍的旺多姆公爵綁手綁腳，發揮不出正常的指揮能力；而勃艮地公爵（小太子）的優柔寡斷直接導致了奧德納德戰役的大敗，九萬法軍居然輸給了八萬的敵軍。旺多姆公爵於戰後揹上黑鍋，一人挑起責任而辭職。

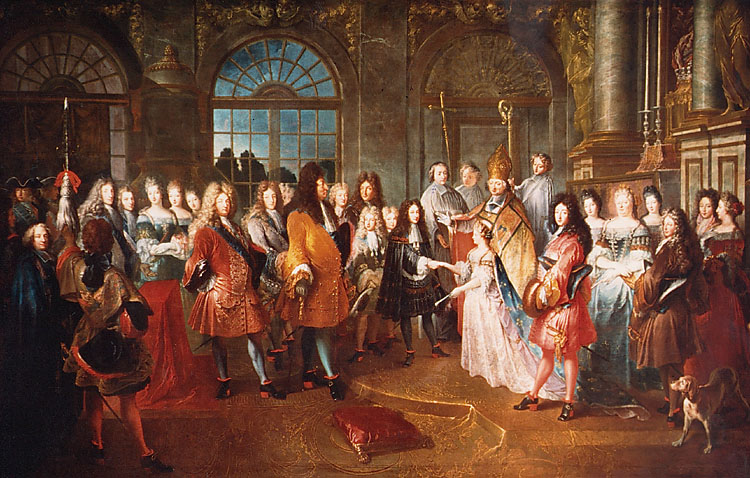
勃艮地公爵和薩伏依公主瑪麗-阿德萊德（Marie Adélaïde）的婚禮，地點在凡爾賽宮

1697年，作為結束九年戰爭的和約之一——杜林條約的規定，他和薩伏依公主瑪莉·阿德萊德結婚，兩人共有三個兒子，頭兩個兒子很快夭折，只有第三子路易僥倖存活下來。
1712年他的太太瑪莉染上麻疹，愛妻心切的勃艮地公爵為了照料妻子，也染上麻疹而去世，只比他父親大太子多活了一年，法國王位遂由其第三子──安茹公爵路易繼承，是為路易十五。